# Gruparea Nakam
Gruparea Nakam, cunoscută în istoriografie și sub numele de „Răzbunătorii evrei”, a fost o formațiune extremistă înarmată israeliană, care a avut scopul de a asasina criminali naziști, drept răzbunare pentru Holocaust. Aceasta a fost fondată de către Abba Kovner și supraviețuitorii Organizației Unite a Partizanilor, grup paramilitar de ideologie sionistă, care operase în Lituania, sub comandă sovietică. După sfârșitul celui de-al Doilea Război Mondial, Organizației Nakam i s-au alăturat veterani ai Brigăzii Evreiești din Palestina Britanică.
La scurt timp după sfârșitul războiului, aproximativ 60 de membri ai grupării au sosit în Germania. Aceștia au otrăvit cu arsenic circa 3.000 de pâini, care le-au fost trimise foștilor gardieni SS deținuți de americani în lagărul Stalag XIII. Aproximativ 1200 de prizonieri naziști s-au îmbolnăvit grav ca urmare a consumului de pâine otrăvită, iar 400 de oameni au decedat. Aparent, totul s-a întâmplat fără cunoștința americanilor.
Conducerea Nakam a replicat: „Asta nu-i nimic față de ceea ce vrem să facem”. Ei intenționau să omoare șase milioane de germani prin otrăvirea surselor de apă potabilă din München, Weimar, Berlin, Nürnberg și Hamburg, ca răzbunare a controversatei cifre de șase milioane de evrei care ar fi murit în Holocaust. 